# Poolse minderheid in Litouwen
De Poolse minderheid in Litouwen  (Pools: Polacy na Litwie, Litouws: Lietuvos lenkai) is een etnische groep van Polen in Litouwen. Volgens de census van 2021 waren er 183.000, wat zo'n 6,5% van de totale bevolking is. Het is de grootste etnische minderheid in het land. De meerderheid bevindt zich in het Vilniusgebied, dat voor de Tweede Wereldoorlog tot de Tweede Poolse Republiek behoorde. 
Ooit was Polen-Litouwen een groot land in Europa, maar in de achttiende eeuw werd het verdeeld tussen het Keizerrijk Rusland, het Koninkrijk Pruisen en de Habsburgse monarchie. Beide naties verkregen pas na de Eerste Wereldoorlog hun onafhankelijkheid. 

## Geschiedenis

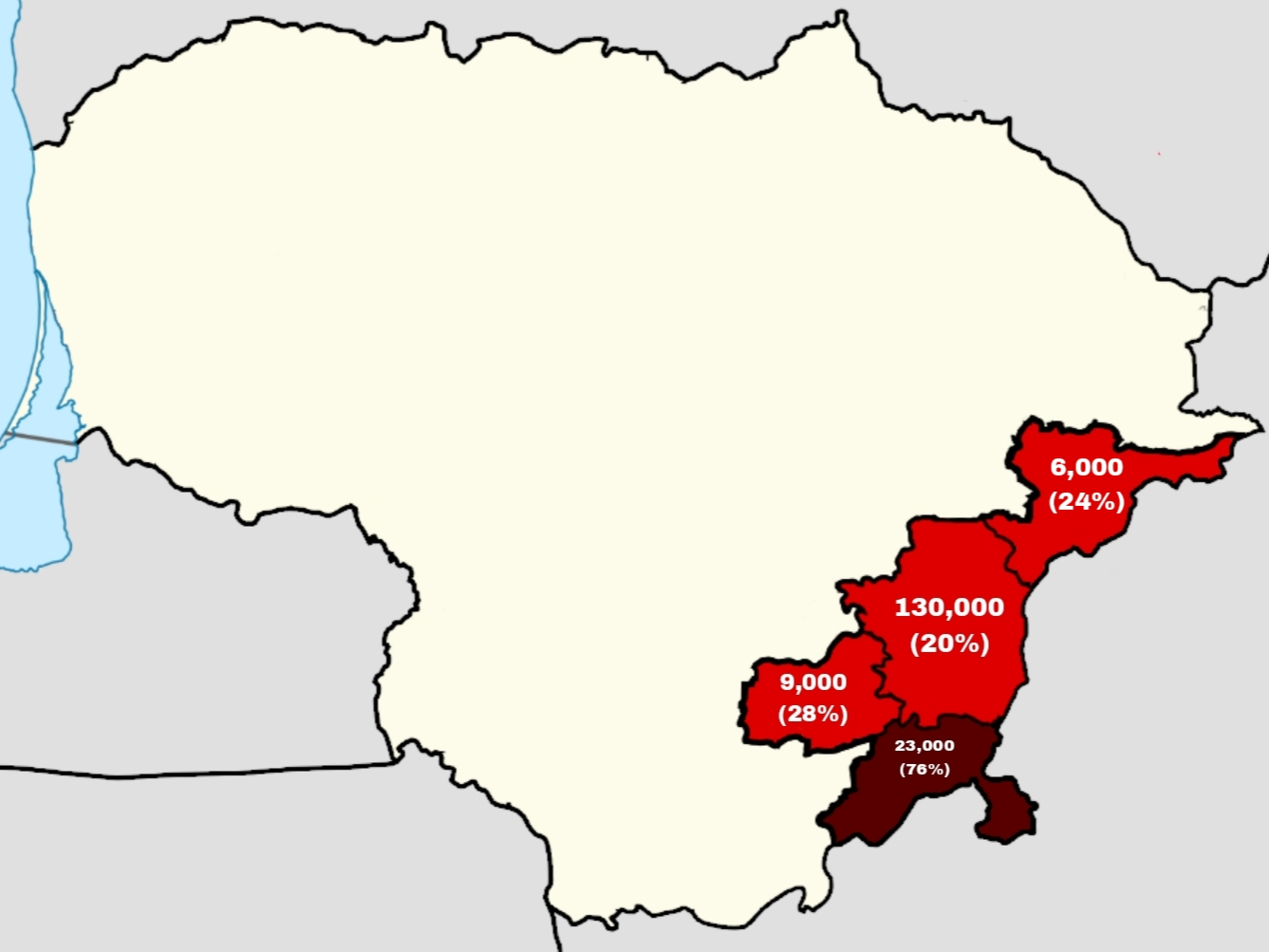
Litouwse gebieden waar de Poolse minderheid boven de 30% is

Al ten tijde van het Grootvorstendom Litouwen was er een migratie van Polen naar Litouwen. In de vijftiende en zestiende eeuw waren er niet enorm veel Polen in Litouwen, maar degenen die er waren behoorden wel tot de elite. Door de Unie van Krevo die Litouwen en het Koninkrijk Polen in personele unie bracht, was er een sterke culturele en politieke invloed van de Polen. De Litouwse elite begon Roetheens en Pools te spreken in de zestiende eeuw, al verdrong het Pools het Roetheens al snel. Tijdens deze periode werd aan het hof en bij de adel voornamelijk Pools gesproken. Nadat Polen en Litouwen opgingen in één land, het Pools-Litouws Gemenebest werd de taal nog belangrijker. Aan het einde van de achttiende eeuw was zo'n 25% van de Litouwse bevolking Pools of geassimileerd als Poolstalige. 
De Litouwse hoofdstad Vilnius (Wilno in het Pools) was ongeveer voor de helft Pools. Na de Poolse delingen hield het land op te bestaan en het Litouwse deel was nu onderdeel van het Russische keizerrijk. Na de opstand van 1863 werd het gebruik van Pools in het openbaar verboden. 
Na de Eerste Wereldoorlog verkregen beide landen hun onafhankelijkheid terug, maar na een korte oorlog ging Vilnius naar Polen, wat in Litouwen zeker zorgde voor een vijandige houding tegen de daar aanwezige Polen. Volgens de Litouwse census (zonder de regio's Vilnius en Klaipeda) waren er in 1923 65600 Polen in Litouwen, oftewel zo'n 3,2% van de bevolking. De Polen zelf hielden vol dat dit een onderschat cijfer was en dat het om ongeveer 10% zou gaan. Politicus Augustinas Voldemaras was hevig anti-Pools en na 1926 zorgde hij ervoor dat een groot aantal scholen waar Pools onderwezen werd gesloten werd. In de Poolse provincie Wilno, waartoe Vilnius intussen behoorde, werd een omgekeerde beweging ingezet en werden Litouwse scholen gesloten. 
Na de Tweede Wereldoorlog behoorde Litouwen toe aan de Sovjet-Unie en werd ook een stuk van Polen aan de Sovjets afgestaan. Vilnius werd terug de hoofdstad van Litouwen. De Sovjets dwongen de Polen om te verhuizen en tussen 1945 en 1948 vertrokken 197.000 Polen en tussen 1956 en 1959 nog eens 46.000. Ongeveer 80% van de bevolking van Vilnius verliet de stad. 
Tegen de Polen die er nog waren in de jaren vijftig werd een verlitouwsing-campagne opgezet. Ze wilden dat Pools niet op school gegeven mocht worden, maar daar stak Moskou dan weer een stokje voor die niet wilden dat Litouwen te nationalistisch was. Volgens de census van 1959 woonden er in 1959 nog 230.100 Polen in de regio rond Vilnius, ongeveer 8,5% van de bevolking. Volgens de census van 1989 was dit aantal gestegen tot 258.000, maar maakte toen nog maar 7% van de bevolking uit. 
Na de val van de Sovjet-Unie bleef de overheid doorgaan met verlitouwsing. Poolse familienamen moesten in het Litouws geschreven worden en tweetalige verkeersborden werden verwijderd. 